# Carolinas International Tennis 1977
Il Carolinas International Tennis 1977  è stato un torneo di tennis giocato su terra verde. È stata la 7ª edizione del Carolinas International Tennis, che fa parte del World Championship Tennis 1977. Si è giocato a Charlotte negli Stati Uniti, dal 19 al 24 aprile 1977.

## Campioni

### Singolare
Corrado Barazzutti ha battuto in finale  Eddie Dibbs con il punteggio di 7–6(6), 6–0

### Doppio
Tom Okker /  Ken Rosewall hanno battuto in finale  Corrado Barazzutti /  Adriano Panatta con il punteggio di 6–1, 3–6, 7–6